# 细萼沙参
细萼沙参（学名：Adenophora capillaris sp. leptosepala）为桔梗科沙参属下的一个亚种。

## 扩展阅读
- 維基物種上的相關：细萼沙参